# 78 RPM

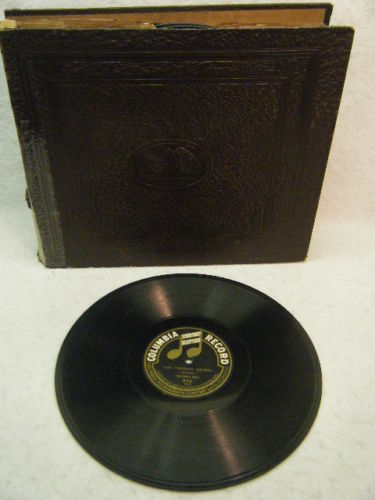
Disco 78 RPM con álbum de discos, circa 1910.

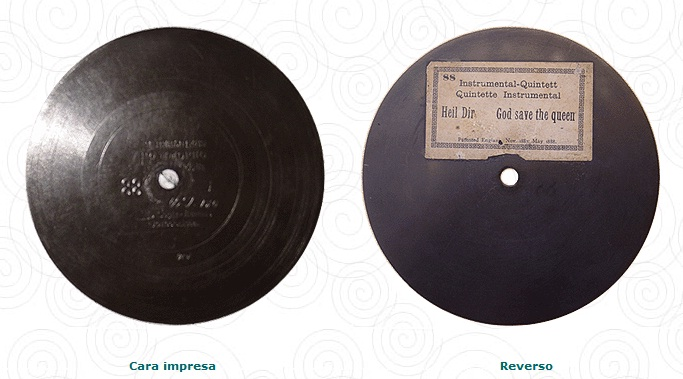
Los primeros discos musicales (1889). De cinco pulgadas de diámetro y prensados sobre goma laca, tenían una velocidad imprecisa entre 60 y 90 RPM.

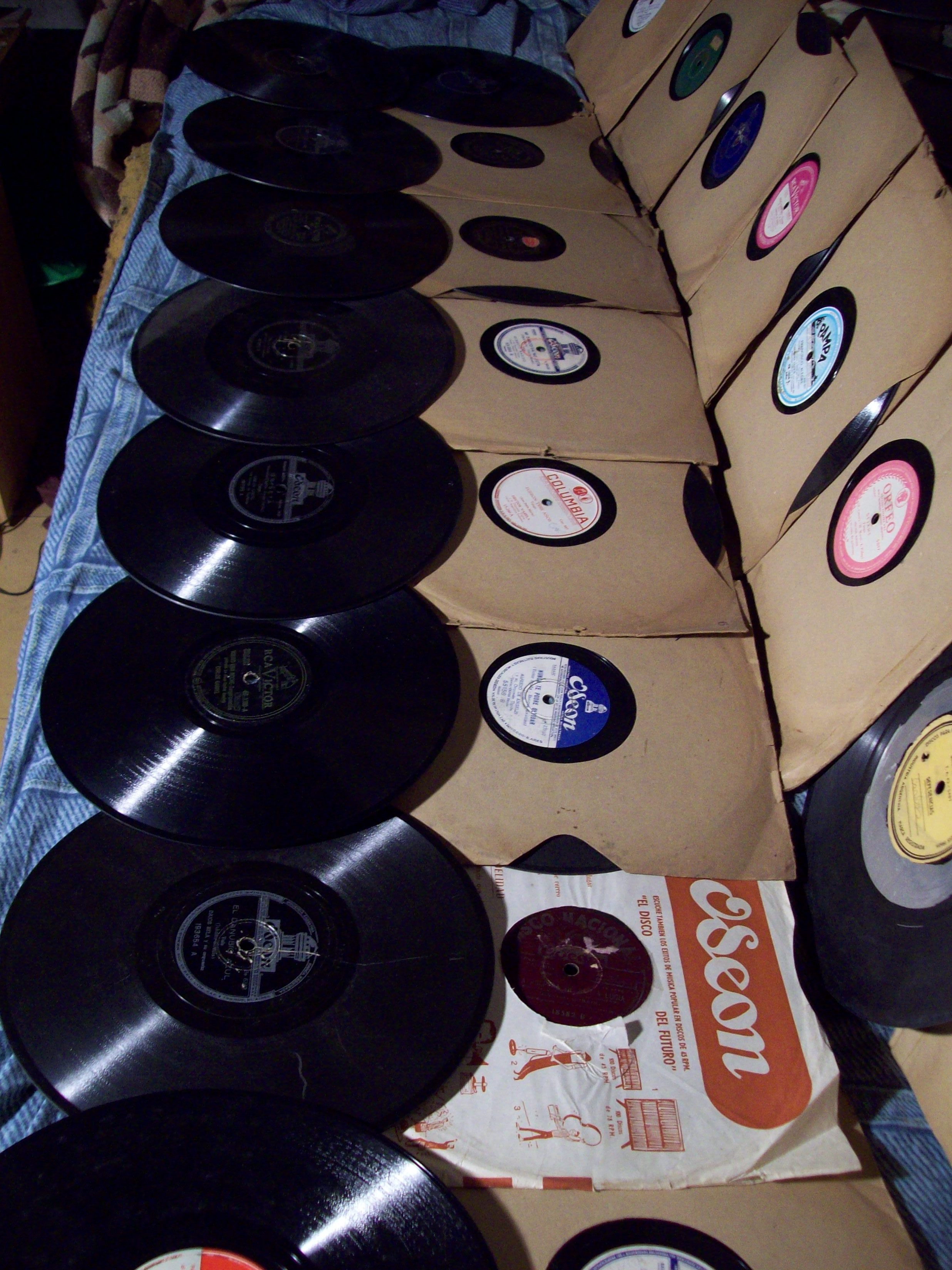
Discos de 78 RPM de 10 pulgadas de diámetro.

78 RPM es un acrónimo para denominar al primer formato de discos de gramófono, que giraban a una velocidad uniforme de 78 revoluciones por minuto. Generalmente, los discos de 78 RPM eran fabricados de un material de color negro, rígido y frágil, conocido como pasta o goma laca endurecida, por lo cual se rompían fácilmente. Se comercializaban dentro de sobres genéricos de papel, con un círculo recortado en el centro para distinguir el sello del disco. Cada disco contenía una única canción grabada por cada lado.
El disco de 78 RPM nació con la invención misma del gramófono en 1888 por parte de Emile Berliner, un alemán de ascendencia judía radicado en Estados Unidos, siendo prensados los primeros discos comerciales en 1889. Después de la aparición de los formatos de discos de vinilo (el long-play o LP microsurco de 33 1⁄3 RPM y el disco de 45 RPM), el «78» siguió siendo producido en masa, aunque en menor cantidad, hasta 1965; su popularidad había desaparecido por lo menos diez años antes.
Existen muchos términos erróneos para denominar a los discos de 78 RPM, entre ellos discos de pizarra o discos de acetato, por desconocimiento del tipo de material en que fueron prensados los «78». Debido a la gran popularidad de los gramófonos Victor (y de la Victor-Victrola) durante las primeras décadas del siglo XX, comúnmente se habla de discos de Victrola o, en su uso deformado, discos de vitrola.

## Historia
Durante la década de 1890, los primeros discos usualmente eran grabados por un solo lado. Los discos con dos caras grabadas se introdujeron por primera vez por el sello Columbia en Europa. Hacia 1923, el grabar en ambas caras se estableció como norma en ambos lados del Atlántico. En 1925, se incorporó la grabación eléctrica para los discos, sustituyendo al sistema mecánico vigente.
En un principio, los discos no mantenían una velocidad estándar, ya que esta variaba entre 60 y 90 revoluciones por minuto, y medían aproximadamente de 5 a 7 pulgadas de diámetro. Estos discos eran producidos por la Compañía Berliner, que posteriormente fue vencida por la compañía Zonophone y luego ambas serían compradas por la Victor Talking Machine Company. La Compañía Victor fue la principal impulsora del gramófono y del disco plano, mejorando su durabilidad, reproducción y calidad acústica. En 1925, con la llegada de la grabación eléctrica, se estableció definitivamente la velocidad de los discos a 78 RPM, si bien esta velocidad ya era un estándar desde 1905, más o menos. Hacia 1910, se habían establecido como un estándar para los discos de 78 RPM los diámetros de 10 pulgadas (para los discos de música popular) y de 12 pulgadas (para los discos de ópera y música culta). En todo caso, la mayoría de los discos de ópera se grabó, hasta la década de 1920, en discos de 12 pulgadas, como los que impresionó el afamado tenor Enrico Caruso para la Compañía Victor.
Si bien en sus primeros años los discos solían ser reproducidos mediante un gramófono acústico a cuerda, hacia 1930 se introdujo el uso de «radiofonógrafos» eléctricos que, empleando el amplificador de un receptor de radio, reproducían las grabaciones con la mejor calidad acústica disponible en ese momento. El formato 78 RPM permaneció así hasta 1949, año en que Victor y Columbia introdujeron, respectivamente, los discos de 45 RPM y 33 RPM, remachando la liquidación final del antiguo formato.
En Estados Unidos, el formato 78 RPM quedó obsoleto oficialmente en 1959. Este formato tardó treinta años en ser vencido por el de 33 RPM; el problema fue que el nuevo formato apareció en un momento muy inoportuno, justo en la crisis de 1929. Este nuevo formato requería la compra de nuevos equipos para la reproducción de estos discos y, con esa situación económica, era difícil la manufactura de estos aparatos, y la compra de los artefactos sería muy costosa.
Sin embargo, después de que el formato dejara de fabricarse masivamente, en algunos países del resto del mundo (especialmente en países menos desarrollados) siguió empleándose hasta principios de la década de 1970. Asia, que fue uno de los continentes que más tarde abandonó la producción de discos 78 RPM, alcanzó a editar algunos discos de The Beatles en ese formato y sonido monoaural. De más está decir que los ejemplares que han sobrevivido son un verdadero tesoro para los coleccionistas, tanto los impresos en Filipinas como los editados también en la India con el mismo formato.
Artistas famosos como Bill Haley, Buddy Holly y Chuck Berry llegaron a publicar sencillos en discos de 10″ con esta velocidad.
Hoy en día este formato está obsoleto. Salvo algunas ediciones especiales de edición limitada que se editan en este formato como rareza, por ejemplo, el lanzamiento de un sencillo doble de 10″ a 78 RPM con las canciones «Good Vibrations» y «Heroes & Villains» de The Beach Boys, en 2011.